# اسکایپ برای کسب‌وکار
اسکایپ برای کسب‌وکار (به انگلیسی: Skype for Business) و پیش‌تر مایکروسافت لینک و آفیس کامیونیکیتور (به انگلیسی: Microsoft Lync and Office Communicator) و مایکروسافت لینک برای مک کارخواه‌های پیام‌رسانی فوری هستند که با مایکروسافت لینک سرور یا لینک آنلاین دردسترس با مایکروسافت آفیس ۳۶۵ استفاده می‌شود. آنها جایگزین‌هایی برای ویندوز مسنجر هستند که با مایکروسافت اکسچنج سرور استفاده می‌شد.
مایکروسافت لینک و مایکروسافت لینک برای مک هردو برخلاف پیام‌رسان ویندوز لایو (و بعدها اسکایپ) نرم‌افزار سازمانی هستند؛ آنها مجموعه ویژگی متفاوتی دارند که هدف محیط‌های ابرشرکتی است.

در ۱۱ نوامبر ۲۰۱۴، مایکروسافت خبر داد که در سال ۲۰۱۵ لینک با اسکایپ برای کسب‌وکار جایگزین خواهد شد. نگارش بعدی نرم‌افزار ارتباطی ویژگی‌های لینک و نرم‌افزار اسکایپ مصرف‌کننده ترکیب می‌شود.